# Кнежевина Ашафенбург
Кнежевина Ашафенбург је била кнежевина Светог римског царства и Рајнске конфедерације која је постојала у периоду од 1803. до 1810. године. Престоница је био град Ашафенбург.
Кнежевина је формирана 1803. године, заједно са Кнежевином Регензбург и Жупанијом Вецлар. Уз град Ашафенбург, Кнежевину су чинили и градови Клингенберг, Лор, Вехтерсбах, Штатпроцелтен, Бад Орб и Аура им Зингрунд.
Кнежевина 1806. године, након распада Светог римског царства постаје део Рајнске конфедерације. Године 1810. Наполеон је Кнежевину Ашафенбург прикључио Кнежевини Далберг. Спајањем Далберга са Франкфуртом, Вецларом, Ханауом и Фулдом настала је нова држава: Велико војводство Франкфурт.